# Toog (uitgeverij)
Uitgeverij Toog, een Belgische stripuitgeverij van beeldverhalen in Kortrijk, was een samenwerkingsverband tussen de Kortrijkse uitgeverij Talent en het Amsterdamse Oog & Blik.

## Uitgaven
Uitgeverij Toog was onder andere bekend van de stripreeks De Alchemist die ze uitbracht.